# طواف إيطاليا 1981
طواف إيطاليا 1981 هو سباق دراجات هوائية أقيم في إيطاليا بتاريخ 13 مايو – 7 يونيو، تكون السباق من 22 مرحلة وامتدّ لمسافة 3895.6 كم بسرعة 37.150 كم/س، استغرق السباق 104 ساعة 50 دقيقة 36 ثانية. فاز به الإيطالي جيوفاني باتاغلين.

## الترتيب
| م                     | الدرّاج           | البلد   | الزمن                      |
| --------------------- | ---------------- | ------- | -------------------------- |
| الفائز بالترتيب العام | جيوفاني باتاغلين | إيطاليا | 104 ساعة 50 دقيقة 36 ثانية |
| حسب النقاط            | جوزيبي ساروني    | إيطاليا | -                          |